# Dipsomanija
Dipsomanija (grč. dipsa; žeđ), kao klinički oblik alkoholizma je neodoljiva želja za pićem i intenzivno pijenje (kompulzivna žeđ) u trajanju od nekoliko dana. Njihova tolerancija na alkohol je izrazito velika pa su količine popijenog alkohola vrlo često i jako velike. Kod dipsomanije, potreba za pićem je i fizičke i psihičke naravi. Kompulzivnost u dipsomaniji može biti toliko snažna da će osoba popiti bilo kakvu intoksikacijsku tekućinu bez obzira je li je podobna za konzumaciju ili nije. Ima slučajeva kad se osobi koja pati od ovoga poremećaja oduzme alkoholno piće, ona može popiti i deset litara kave naiskap. Dipsomanija se od alkoholizma razlikuje upravo po tome što je ona periodična, u međuvremenu nema želje za pićem (apstinencija).
Prava dipsomanija je rijetka, češća je pseudodipsomanija, takozvano povremeno jače pijenje alkohola. Takva stanja, smatra se, nastaju posljedično zbog depresivnih stanja.

## Poznati dipsomani
- Modest Petrovič Musorgski, ruski skladatelj
- Max Reger, njemački skladatelj
- Ernest Hemingway, američki pisac
- Marilyn Monroe

Također se pretpostavlja da je dipsomanija uzrok tajanstvene smrti pisca Edgar Allan Poe